# الطفيل الغنوي
طفيل بن عوف بن كعب، ويكنى أبا قران، من بني غني، من قيس عيلان، (13 ق.هـ/609 م) شاعر جاهلي فحل، من الشجعان وهو أوصف العرب للخيل وربما سمي (طفيل الخيل) لكثرة وصفه لها، ويسمى أيضًا «المحبّر» لتحسينه شعره. عاصر النابغة الجعدي وزهير بن أبي سلمى، ومات بعد مقتل هرم بن سنان(1).

## نسبه
قال ابن الكلبي: هو طفيل بْن عوف بْن كعب بْن خلف بْن ضبيس بْن خليف بْن مالك بْن سعد بْن عوف بْن كعب بْن غنم بْن غني بْن أعصر بن سعد بْن قيس بْن عيلان.
ووافقه ابْن حبيب فِي النسب، إِلا فِي خلف بْن ضبيس، فإنه لم يذكر خلفا وَقَالَ: هُوَ طفيل بْن عوف بْن ضبيس.
قَالَ أَبو عبيدة: اسم غني عَمْرو، واسم أعصر منبه، وإنما سمي أعصر لقوله:

## نماذج من شعره
من شعره:

## أقوال عنه
قال عبد الملك بن مروان: «من أراد أن يتعلم ركوب الخيل فليرو شعر طفيل». وقال معاوية بن أبي سفيان: «خلوا لي طفيلاً وقولوا ما شئتم في غيره من الشعراء.»(2).

## نشر ديوانه
صدر ديوان طفيل الغنوي عن دار صادر في بيروت 1997 بتحقيق الباحث حسان فلاح أوغلي، وهو جزء من رسالة ماجستير نوقشت في جامعة دمشق.